# 허지애
허지애(1987년 3월 19일 ~ )는 대한민국의 2011년 미스코리아 대구 미(美)이다.

## 프로필
- 출생: 1987년 3월 19일
- 신체: 169cm, 48kg, 35-24-36
- 학력: 경희대학교 현대무용학과
- 수상: 2011년 미스코리아 대구 미(美)
- 취미: 피겨스케이팅, 무대연출
- 특기: 요리, 스포츠관람